# Hamilton (Teksas)
Hamilton – miasto w Stanach Zjednoczonych, w stanie Teksas, w hrabstwie Hamilton. W 2000 roku liczyło 2 977 mieszkańców. Znajduje się około 100 km na zachód od Waco.